# Ночь кровавого монстра
«Ночь кровавого монстра» (итал. Il trono di fuoco; иное название «Кровавый судья») — историческая драма 1970 года режиссёра Хесуса Франко.

## Сюжет
Действие фильма разворачивается в период Нового времени и рассказывает о борьбе королевского судьи лорда Джорджа Джеффриса с еретиками и ведьмами, а также повстанцами. На фоне этих событий разворачивается история любви между сыном лорда Эссекса, вставшего на сторону повстанцев, и сестрой казнённой ведьмы.

## В ролях
- Кристофер Ли — Лорд Джордж Джеффрис
- Мария Шелл — мать Роза
- Лео Генн — Лорд Эссекс
- Ганс Хэсс младший — Гарри Сэлтон
- Мария Ром — Мэри Грэй
- Маргарет Ли — Алисия Грэй
- Пьетро Мартелланца — Барнаби
- Ховард Вернон — Джек Кетч

## Другие названия фильма
США
- Throne of the Blood Monster
- Trial of the Witches
- Witch Killer of Broadmoor
- Witches' Trial
- Night of the Blood Monster

Другие страны
- Der Hexentöter von Blackmoor (Западная Германия)
- El juez sangriento (Испания)
- El proceso de las brujas (Испания)
- Le trône de feu (Франция)
- The Bloody Judge

## Художественные особенности
В отличие от большинства других фильмов режиссёра, данная картина отличается более высоким бюджетом и качеством постановки, а так же имеет другую жанровую направленность. Большинство сцен дублировано на английском, однако, некоторые эротические моменты не имеющие смысловой нагрузки — не вошли в английскую версию и имеются лишь в немецком варианте.